# Earith
Earith – wieś i civil parish w Anglii, w hrabstwie Cambridgeshire, w dystrykcie Huntingdonshire. Leży 18 km na północny zachód od miasta Cambridge i 95 km na północ od Londynu. W 2011 roku civil parish liczyła 1606 mieszkańców.